# Sorex haydeni
Sorex haydeni là một loài động vật có vú trong họ Chuột chù, bộ Soricomorpha. Loài này được Baird mô tả năm 1857.